# Matra MS650

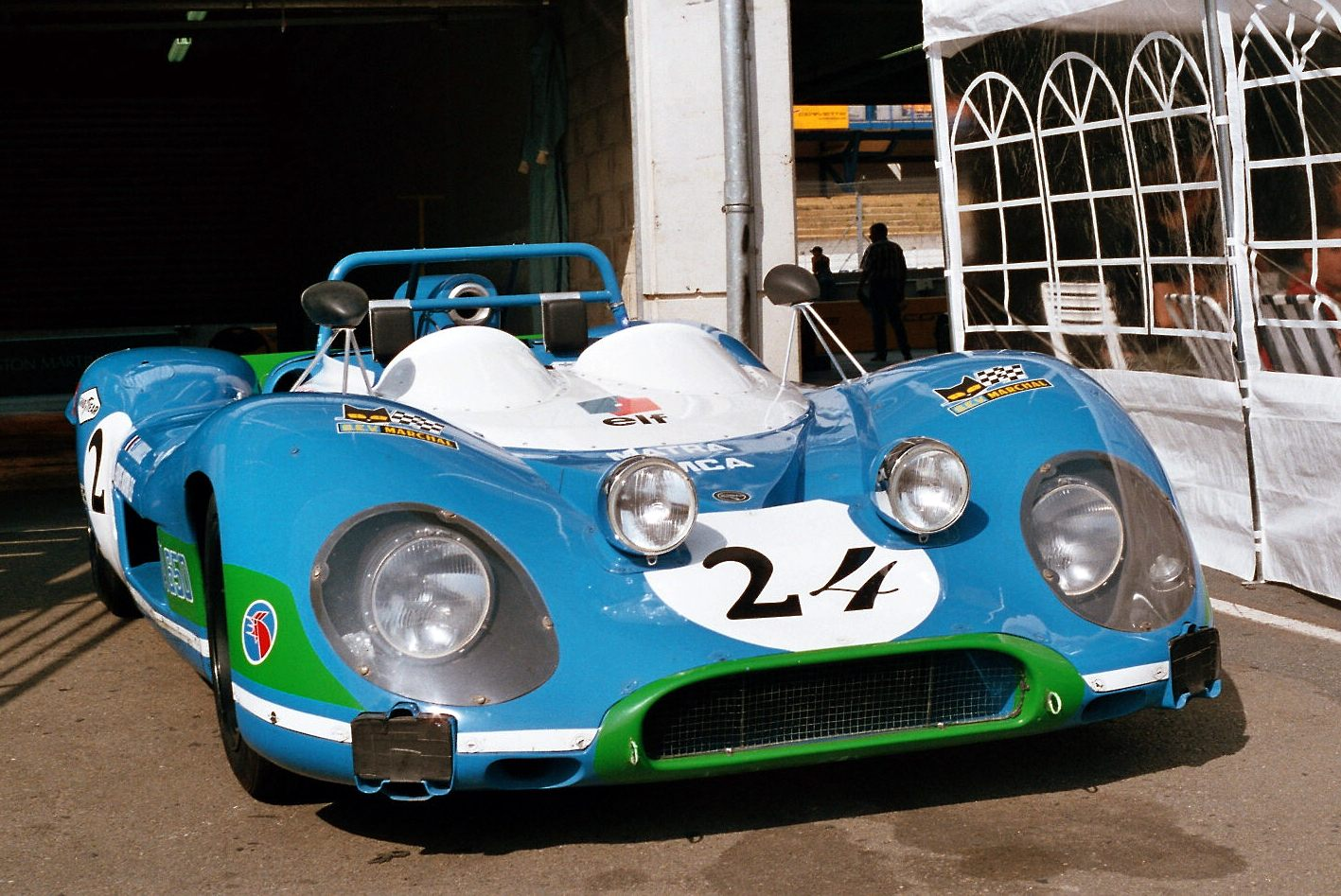
Matra MS650

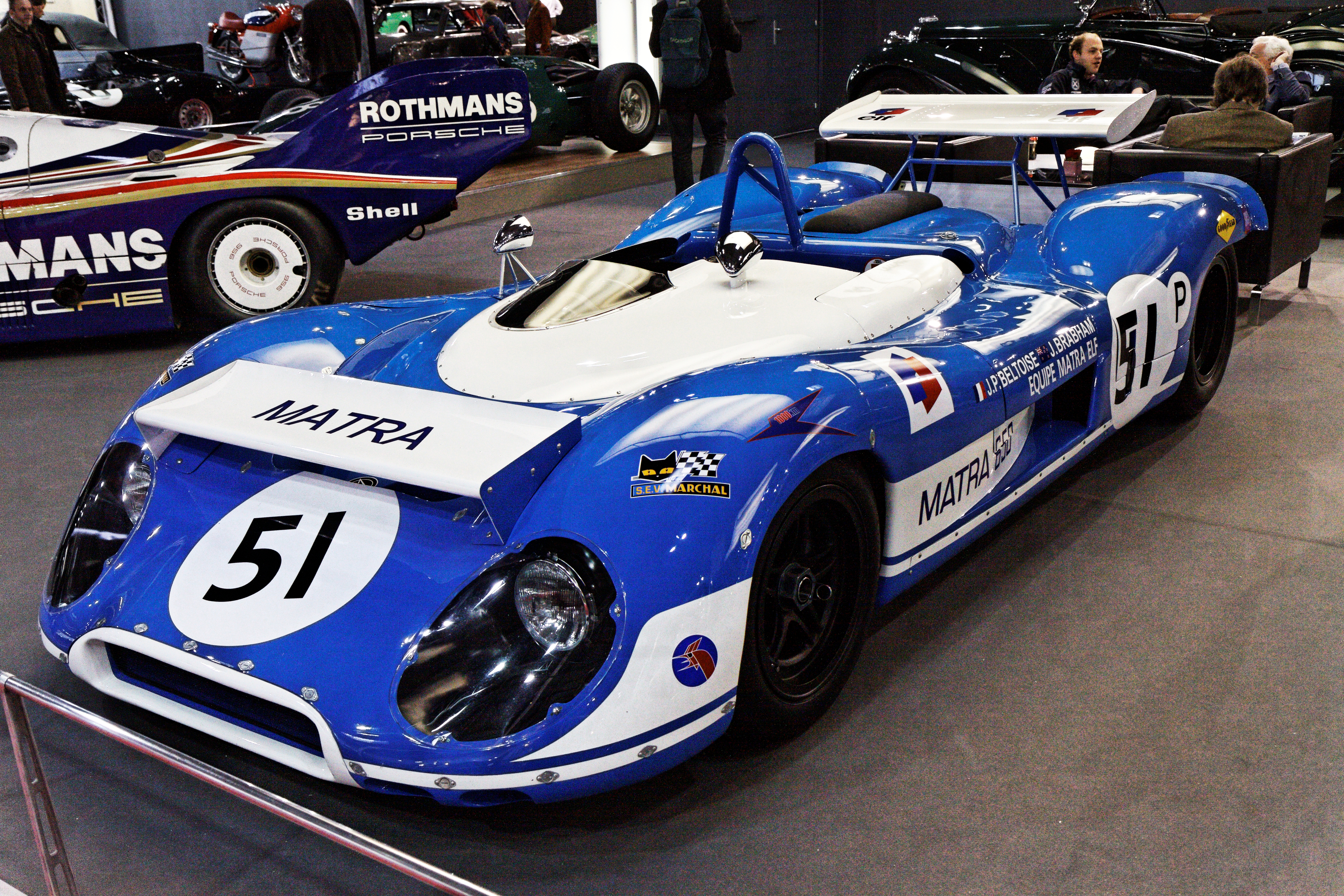
Matra MS650; Einsatzwagen von Jean-Pierre Beltoise und Jack Brabham beim 1000-km-Rennen von Brands Hatch 1970

Der Matra MS650 war ein Sportwagen-Prototyp von Matra aus dem Jahre 1969.

## Entwicklung und Renngeschichte
Parallel zum Bau des 640, dessen Weiterentwicklung nach dem schweren Testunfall von Henri Pescarolo eingestellt wurde, arbeitete man bei Matra 1969 an einem völlig neuen Fahrzeugkonzept. Waren die bisherigen Matra-Prototypen alle geschlossene Sportwagen gewesen, entstand mit dem MS650 der erste Spyder. Da die Schreibweise mit „Y“ jedoch von Porsche geschützt war, bekam der Wagen intern den Zusatz „Spider“. In den Startlisten von Le Mans wurden die Fahrzeuge, und die Nachfolgemodelle, auch als Spider ausgewiesen.
Der von Bernard Boyer konstruierte Spider hatte ein Monocoque aus Aluminium und wurde vom hauseigenen 3-Liter-12-Zylinder-Motor angetrieben. Nach dem Unfall von Pescarolo wurde die Entwicklung des MS650 beschleunigt, um für Le Mans, wie jedes Jahr der Höhepunkt der Rennaktivitäten bei Matra, gerüstet zu sein. Bei den bisherigen Anläufen hatte noch kein Matra-Sportwagen die Zielflagge in Le Mans gesehen.
Die MS650 erwiesen sich jedoch als erstaunlich schnell und standfest. Zwar profitierte Matra von der großen Zahl an Ausfällen (alle Porsche 917 und die beiden Ferrari 312P fielen aus), doch konnten die Wagen über lange Strecken das Tempo der Porsche 908 mitfahren. Die Teamleitung hatte vier Werkswagen ins Rennen geschickt und verzeichnete nur einen Ausfall. Neben einem MS650 kam ein MS630 zum Einsatz. Dazu kamen zwei MS630/650, zwei Rennwagen deren Fahrgestell von den MS630 aus dem Vorjahr stammten, die aber schon die Karosserie des MS650 hatten.
Nach 158 gefahrenen Runden musste der Wagen von Johnny Servoz-Gavin und Herbert Müller, ein MS630/650, mit einem Schaden an der Elektrik abgestellt werden. Jean-Pierre Beltoise und Piers Courage, im MS650, kamen als Vierte ins Ziel und lagen dabei in derselben Runde wie der drittplatzierte Ford GT40 von David Hobbs und Mike Hailwood. Dahinter platzierten sich Jean Guichet und Nino Vaccarella im MS630 als Fünfte und Nanni Galli mit Partner Robin Widdows, im zweiten MS630/650, schafften mit Rang sieben ebenfalls ein Top-Ten-Ergebnis. Obwohl dieser Erfolg durch die legendäre letzte Stunde dieses Rennens, als sich Jacky Ickx und Hans Herrmann ein im Grand-Prix-Stil ausgetragenes Duell um den Sieg lieferten, überstrahlt wurde, war die Erleichterung bei Matra über die ersten Zielankünfte groß.
Am Ende des Jahres feierte Matra mit dem MS650 den ersten Sieg bei einem großen Sportwagenrennen. Jean-Pierre Beltoise und Henri Pescarolo siegten bei den 1000 km von Paris in Montlhéry.
Bei einer Auktion im April 2009 in Paris, wurde der Siegerwagen von Montlhéry um 1.490.646 Euro versteigert.